# Décès en 1448
Décès
- 1444
- 1445
- 1446
- 1447
- 1448
- 1449
- 1450
- 1451
- 1452

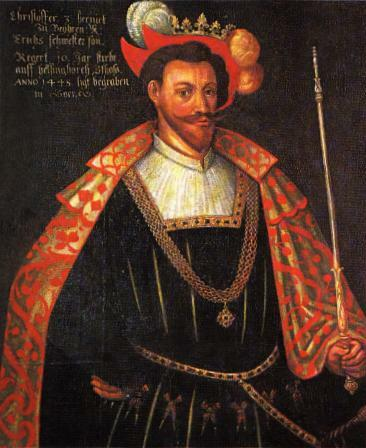
Christophe de Bavière, mort en 1448.

Cette page dresse une liste de personnalités mortes au cours de l'année 1448 :
- 6 janvier : Christophe de Bavière, roi de Danemark.
- 15 janvier : Thomas Dacre (en), chevalier anglais.
- 17 février : Nils Ragvaldsson, archevêque d'Uppsala.
- 29 mars : Francesco di Biondo (it), évêque italien.
- 6 avril : Agnès de Clèves, fille d'Adolphe Ier, duc de Clèves.
- 8 avril, Nguyễn Nhữ Soạn (en), général viêt.
- 23 avril ou 2 mai : Ilie Ier de Moldavie, voïvode de Moldavie.
- 15 mai : Uguccione dei Contrari (it), militaire et politicien italien.
- 20 juin : Guidantonio Manfredi (en), seigneur de Faenza et d'Imola.
- 21 juin : Théodore II Paléologue, despote de Morée.
- 3 juillet : Battista Malatesta, poétesse italienne.
- 11 juillet : Roman II Mușat, voïvode de Moldavie.
- 14 juillet : Gérard Machet, pseudo-cardinal.
- vers le 27 juillet : Robert Gilbert (en), évêque de Londres.
- 14 août : Wincenty Kot z Dębna, pseudo-cardinal.
- 23 septembre : Adolphe Ier de Clèves, comte puis duc de Clèves.
- 12 octobre :  Zhu Quan, 17ème fils de l’empereur Ming Hongwu (° 27 mai 1378)
- 18 octobre : Jean Székely de Szentgyörgy (en), ban de Croatie, de Dalmatie et de Slavonie.
- 31 octobre : Jean VIII Paléologue, empereur byzantin.
- 13 décembre : Richard Newton (en), magistrat anglais.
- 16 décembre : Giano I di Campofregoso (en), doge de Gênes.

- Abu Zakariya Yahya, premier régent du dernier sultan mérinide Abû Muhammad `Abd al-Haqq.
- William Aleyn, pirate anglais.
- Albert de Koldice (en), noble de Bohême.
- John Barningham (en), théologien anglais.
- Carlo II Tocco, despote d'Épire et comte palatin de Céphalonie et Zante.
- Benedetto da Fiesole (en), artiste italien.
- Borommarachathirat II (en), roi d'Ayutthaya.
- Nguyễn Chích (en), général Muong.
- Taddeo d'Este (it), condottiere italien.
- Elizabeth de Beauchamp (en), baronne de Bergavenny.
- Marco della Robbia, sculpteur italien.
- Edme Dinter ou Émond de Dynter, chanoine de Saint-Pierre de Louvain.
- Bernard de La Planche, moine et camérier du monastère de Clairac.
- Jean de Montmorin, évêque d'Agde.
- Alexander Forbes (en), noble écossais.
- Chokyi Gyaltsen, 1er Taï sitou rinpoché.
- Wincenty Kot, archevêque de Gniezno.
- Antonio I Ordelaffi, noble italien.
- Vassili le Louche, riourikide qui fut grand prince usurpateur de Moscou.
- Guglielmo Raimondo Moncada Carroz (it), noble, politicien et militaire italien.
- Tadg Óg Ó hUiginn (en), poète irlandais.
- Wawrzyniec z Raciborza (en), théologien polonais.
- Giovanni Rosa (en), évêque de Mazara del Vallo.

date incertaine (vers 1448)
- William Goodred (en), politicien anglais.

## Crédit d'auteurs
- Cet article est partiellement ou en totalité issu de l'article intitulé « 1448 » (voir la liste des auteurs).